# Её Величества королевский ирландский гусарский полк
Её Величества королевский ирландский гусарский полк (англ. Queen's Royal Irish Hussars (QRIH)) — кавалерийский полк Британской армии. Сформирован в результате слияния 4-го собственного Её Величества гусарского полка и 8-го Его Величества королевского ирландского гусарского полка в 1958 году. Полк принимал активное участие в боевых действиях против повстанцев в Адене, во время противостояния Индонезии и Малайзии и во время войны в Персидском заливе, а также проходил регулярную службу в Западной Германии в составе Британской рейнской армии. 1 сентября 1993 года полк был объединён с Собственным Её Величества гусарским полком в Её Величества королевский гусарский полк.

## История
Полк был сформирован в результате слияния 4-го собственного Её Величества гусарского полка и 8-го Его Величества королевского ирландского гусарского полка в Хоне, Западная Германия, 24 октября 1958 г. Полк оставался в казармах Кан в Хоне в качестве бронеавтомобильного полка для 7-й бронетанковой бригады до июня 1961 г., когда он вернулся в Великобританию. В октябре 1961 года он отплыл на корабле TS Oxfordshire в Аден, переформировавшись в разведывательный бронетанковый полк, и после службы там против повстанцев в течение почти года был переброшен по воздуху в новую независимую страну Малайзию. С октября 1962 года он базировался в Ипохе, Малайзия, и принимал ограниченное участие в борьбе с индонезийскими повстанцами, а также служил в Брунее и Сараваке в операциях в джунглях во время противостояния Индонезии и Малайзии. Солдаты полка проводили поиски оружия, чтобы предотвратить его попадание в руки коммунистических партизан, в том числе обыскивали частные дома.
Вернувшись в Западную Германию в октябре 1964 года, полк стал разведподразделением, базировавшимся в Нортгемптонских казармах в Вольфенбюттеле. В январе 1968 года он переехал в деревню Перхам Даун, а затем в сентябре 1968 года был переведён в лагерь Бовингтон в качестве полка центра RAC. Он был переформирован в танковый полк для 7-й бронетанковой бригады, базирующейся в казармах Баркер в Падерборне в ноябре 1970 г. Оттуда он направил подразделение на Кипр в составе миротворческих сил ООН после вторжения Турции на северную часть острова в 1974 г..
В июле 1979 года полк передислоцировался в казармы Бхуртпор в лагере Тидворт в качестве резервного танкового полка, а эскадрон был направлен в пехотную школу в Уорминстере, где использовался в качестве демонстрационного эскадрона RAC. В июле 1982 года он вернулся в Западную Германию в качестве танкового полка для 4-й бронетанковой бригады, базировавшейся в казармах Йорк в Мюнстере. Оттуда он был развёрнут в Северной Ирландии в качестве сил охраны тюрьмы «Лабиринт» в 1983 году. Затем в марте 1988 года половина полка была переведена в казармы Камбрай в гарнизоне Каттерик в качестве учебного полка RAC, а другая половина — в лагерь Бовингтон в качестве центрального полка RAC. Он вернулся в Западную Германию в качестве танкового полка для 7-й бронетанковой бригады, базирующейся в казармах Уэссекс в Бад-Фаллингбостеле в апреле 1990 года.

### Война в Персидском заливе
Ирак вторгся в Кувейт 2 августа 1990 года. Перед началом войны полк только что прибыл в Бад-Фаллингбостель в составе 7-й бронетанковой бригады (под командованием бригадного генерала Патрика Кордингли), входящей в состав 1-й (британской) бронетанковой дивизии, и занимался подготовкой на полигоне Зольтау-Люнебург, известном всем как Зольтау. Полковник, подполковник Артур Денаро, восстанавливался после несчастного случая в поло, произошедшего четырьмя неделями ранее, когда он сломал череп в четырёх местах, что потребовало установки металлической пластины, но всё же принял участие в учениях. Другие полки бригады недавно прошли интенсивную подготовку в BATUS в Канаде, которую гусары пропустили, так как только что прибыли с Британской рейнской армией.
Последующее развёртывание британских войск в Персидском заливе получило кодовое название «Операция Грэнби» (Granby). Наземная фаза войны в Персидском заливе проходила с 23—24 февраля по 28 февраля 1991 года и была названа Министерством обороны США операцией «Буря в пустыне».
Полк прибыл в портовый город Эль-Джубайль (место предполагаемой химической атаки) и ожидал прибытия своих 57 танков Challenger 1 и другого оборудования. После прибытия всего необходимо было счистить смазку, установить песчаные фильтры и т. д., прежде чем полк отправился на танковых транспортёрах в пустыню. После этого началась подготовка к предстоящим боевым действиям. В какой-то момент боеприпасы с обеднённым ураном выдавались из расчёта пять снарядов на танк. Во время одного учебного дня 14 из 57 танков сломались, что вызвало серьёзные опасения у полковника Денаро.
Иракская армия знала о прибытии полка. Бомбардировки с воздуха и интерес СМИ обеспечили им хорошее предупреждение. Танки и артиллерия были вкопаны по всему фронту, чтобы обеспечить тёплый прием союзникам со стороны четвёртой по величине армии мира. По прогнозам, потери союзников могли составить до 15000 человек, даже генерал Шварцкопф, командующий сухопутными войсками союзников, оценивал их в 5000 человек.
Час «Ч» наступил в 03:00 24 февраля 1991 года: (G Day). Полк получил приказ пересечь линию старта в 0315 часов. С вертолётами, обеспечивающими разведку, танки на скорости двинулись на контакт. Первый контакт произошел только в 1628 часов, когда иракская траншейная позиция была обстреляна из пулемёта и сдалась.
На G+2 в штаб бригады начали поступать сообщения о контратаке. Эскадрон D под командованием капитана (исполняющего обязанности майора) Тоби Мэдисона зафиксировал 14 огневых контактов на максимальной дальности и вступил в бой. Бой продолжался в течение 90 минут. За командование эскадроном в этом бою Мэдисон получил Военный крест. Иракцы оказались в крайне невыгодном положении, поскольку у них не было возможности ночного видения, а британские танки с их тепловизионными прицелами и превосходящими танковыми пушками имели преимущество. Капитан Тим Пурбрик, командовавший 4-м взводом, описал стрельбу по иракскому танку T-55: «Наш второй снаряд вошел в его гласисовую пластину и вышел через коробку передач сзади, воспламенив боеприпасы и уничтожив танк на дальности 3600 метров». Кроме того, 26 февраля 1991 года Challenger 1 британской армии совершил самое дальнее поражение танка в военной истории, уничтожив иракский Т-55 на расстоянии 4,7 км (2,9 мили) выстрелом подкалиберным боеприпасом.
Теперь полку сдавалось большое количество пленных. Их передавали в тыл полковому сержант-майору Джонни Мьюиру, который делал всё возможное, чтобы накормить их и обеспечить безопасность. Пайки были ограничены, однако, поскольку никто не учёл, что бронетанковому подразделению придется иметь дело с пленными, часто поставляемая пища была не такой сытной, как для солдат. Такие продукты, как овсяное печенье, которое фактически было остатками от пайков, выдавались вместе с водой. Один иракский медик выразил опасение, что его и его товарищей по плену расстреляют. Сержант-майор заверил его, что «мы не варвары».

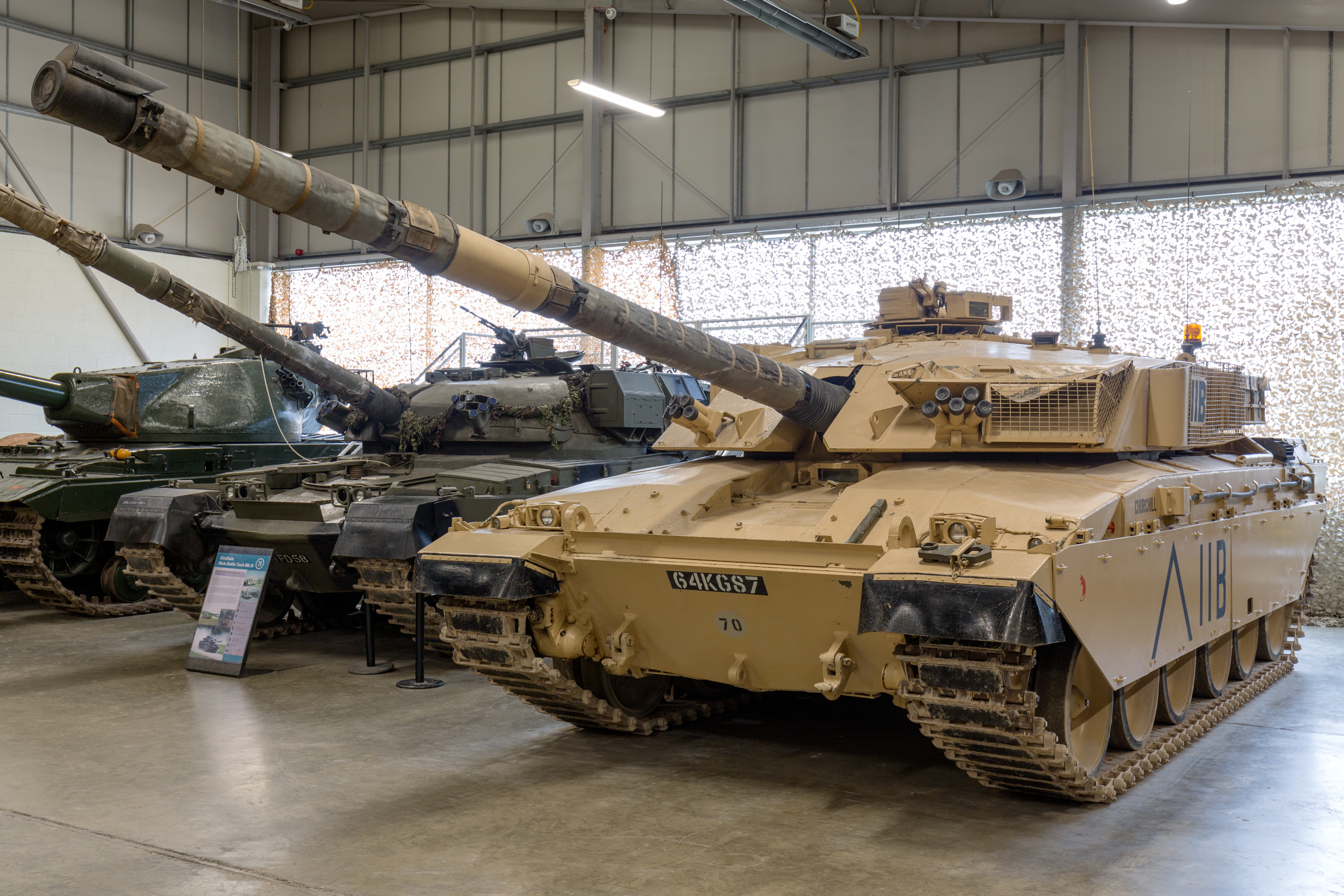
Танк Челленджер 1 «Черчилль» полковника Денаро в Танковом музее в Бовингтоне.

Полк продолжал наступление, уничтожая всё на своём пути, пока не достиг линии карты «Платина», на которой впервые за 48 часов был объявлен привал для сна. На G+3 полк возобновил продвижение в сопровождении Королевского шотландского драгунского гвардейского полка — другого бронетанкового полка 7-й бронетанковой бригады на момент боевой операции. Полк вошел в Кувейт через Вади аль-Батин. Через 15 километров разведгруппа остановилась для сбора пленных и была обстреляна двумя американскими танками «Абрамс», ранив капрала Линча и капрала Балмфорта, после чего в бой вступил взвод управления, проходивший мимо.
После инцидента «синий на синем» бригадный генерал Кордингли приказал всем машинам вывесить флаги, транспаранты или все, что попадется под руку, чтобы показать, что они настроены дружелюбно. Он чувствовал, что кампания подходит к концу, а машины всех национальностей бродят повсюду, и это приведёт к новым инцидентам с «дружественным» огнём. Ирландские гусары не разочаровали. Быстро появились флаги Союза и Ольстерские знамёна. Полковник Денаро, римокатолик из Донегола, возглавил продвижение в Кувейт с того момента, когда на одной из антенн его танка развевался ольстерский флаг, предоставленный его североирландским протестантским экипажем.
На G+4 полк получил задачу овладеть шоссе Басра — Кувейт-Сити, чтобы предотвратить бегство отступающих иракских войск. Это было сделано к 08:00 часам. Затем было объявлено о прекращении огня, поэтому полк отправился на позиции и начал устанавливать биваки и палатки. Когда полк покидал район, направляясь обратно в Эль-Джубайль для «дебомбардировки», полковой сержант-майор был остановлен несколькими гражданскими лицами, которые сказали: «Спасибо, что вернули нам нашу страну», что показалось ему подходящим завершением развёртывания. Полк не понёс потерь, ни один танк не был выведен из строя или подбит огнем противника, и принял участие в уничтожении более трёхсот иракских танков в течение четырёх дней. Танк Challenger 1 полковника Денаро под названием «Черчилль» сейчас хранится в Танковом музее в Бовингтоне вместе со списком его экипажа: капралом Джоном Наттом, капралом Джерри Маккенной и рядовым Лесом Хоуксом.

## Полковой музей
Полковая коллекция базируется в Истборнском редуте в Суссексе. Она переехала в новое здание в Уорике, известное как Trinity Mews, в 2022 году.

## Традиции

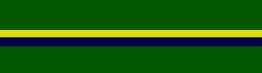
Стабильный цвет поясов.

Полковой журнал — журнал объемом примерно 150 страниц, выходивший ежегодно, — назывался «Crossbelts».
В День святого Патрика и День Балаклавы унтер-офицеры подавали младшим солдатам Gunfire (смесь чая и рома) в качестве утреннего напитка для пробуждения.

## Боевая слава
Общая продолжительность службы с момента формирования родительских полков до объединения, в результате которого был создан полк QRIH, составляет 538 лет. За это время полки были награждены 102 боевыми наградами. 40 из них появились на головном знаке QRIH, как показано в таблице ниже.
| 4-й гусарский полк   | Оба полка                   | 8-й гусарский полк      |
| -------------------- | --------------------------- | ----------------------- |
| Dettigen (1743)      | Alma (1854)                 | Leswaree (1803)         |
| Talavera (1809)      | Balaklava (1854)            | Hindoostan (1802—1822)  |
| Albuhera (1811)      | Inkerman (1854)             | Central India (1857-58) |
| Salamanca (1812)     | Sevastopol (1855)           | Afghanistan (1879-80)   |
| Vittoria (1814)      | Mons (1914-18)              | South Africa (1900-02)  |
| Toulouse (1814)      | Somme (1916-18)             | Givenchy (1914)         |
| Peninsular (1809-14) | Cambrai (1917-18)           | Albert (1918)           |
| Ghuznee (1839)       | Amiens (1918)               | Bapaume (1918)          |
| Afghanistan (1839)   | France & Flanders (1914-18) | Villers Bocage (1944)   |
| Marne (1914)         | Alam el Halfa (1942)        | Rhine (1945)            |
| Ypres (1914-15)      | Gazala (1942)               | Roer (1945)             |
| Proasteion (1941)    | El Alamein (1942)           | Imjin (1951)            |
| Greece (1941)        | North Africa (1940-42)      | Korea (1951)            |
| Coriano (1944)       |                             |                         |